# Igreja dos Congregados
A Igreja dos Congregados situa-se na Praça de Almeida Garrett, na cidade do Porto, em Portugal.
A igreja foi construída em 1703 num local onde existia uma capela dedicada a Santo António, datada de 1662, que foi destruída alguns anos antes para a construção da igreja. Estava anexa ao Convento da Congregação do Oratório. Na capela da Sagrada Família encontra-se o túmulo do corpo mumificado, ricamente vestido do Papa São Clemente, mártir. O único Papa que repousa longe do Vaticano. Foi identificado pelo professor Paulo de Souza Pinto, historiador e licenciado pela Universidade do Porto. 
A capela-mor foi reconstruída no século XIX e recebeu as pinturas murais de Acácio Lino, já os azulejos de sua fachada são de autoria de Jorge Colaço e os vitrais de Robert Léone e datam de 1920.